# De magere compagnie
De magere compagnie ali četa stotnika Reinierja Reaela in poročnika Cornelisa Michielsza Blaeuwa se nanaša na edini skupinski portret mestne milice ali schutterstuk, ki ga je naslikal Frans Hals zunaj Haarlema. Danes je slika v zbirki amsterdamskega muzeja, izposojena Rijksmuseumu, kjer velja za eno glavnih znamenitosti častne galerije. Hals je bil nezadovoljen, ker se je vozil v Amsterdam, da bi delal na sliki, in je za razliko od svojih prejšnjih skupinskih portretov ni mogel dostaviti pravočasno. Varuhi so za dokončanje dela najeli Pietra Coddeja.
Halsu je bila prvotno naročena leta 1633, potem ko je bila naklonjena njegovemu prejšnjemu skupinskemu portretu, Častniki čete milice St Adrian iz leta 1633, na katerem vsi praporščaki držijo zastave in vsi častniki orožje. Prikazani so bili vodniki, ki so držali helebarde, da bi se razlikovali od častnikov. Zdi se, da je Hals sprva nameraval narediti amsterdamsko različico iste slike, ki se začne na levi z nasmejanim zastavonošo, ki nosi razkošen suknjič z izrezanimi rokavi s čipko in drži zastavo v barvi njegovega pasa. Čeprav je nemogoče ugotoviti, na kateri strani platna je Hals začel slikati, svetloba v 'standardni' Halsovi tradiciji pada na figure z leve in tu so tudi najpomembnejše figure na sliki. Ker je vsak portretiranec plačal za svoj portret, se domneva, da je Hals začel z najpomembnejšimi liki, da bi 'prodal' platno drugim uradnikom. Ne glede na to, ali je Hals dejansko začel na levi strani ali je narisal skico celotne skupine naenkrat, je zastavonoša na levi na tej sliki naslikan na neverjetno razkošen način od konice klobuka do prstov njegovega škornja. S tem naj bi odločevalcem v Amsterdamu morda dokazali, da je Hals sposoben naslikati schutterstuk v 'amsterdamskem slogu', ki je vključeval celotno figuro. V Haarlemu so bili civilni stražarji tradicionalno prikazani v slogu kniestuk, ko so bili odrezani pri kolenu na tričetrt dolgih portretih.
Zastavonoša je Nicolaes van Bambeeck. Poleg njega sedita stotnik Reael s klobukom in poveljniško palico ter poročnik Cornelis Michielsz Blaeuw, ki pleše in drži sponton. Bolj proti desni pa, manj sta si sliki podobni. Leta 1636 so Halsa poklicali v Amsterdam, da bi dokončal sliko, vendar je to zavrnil in ponudil, da sprejme portretirance v svojem ateljeju v Haarlemu z zagotovilom, da jim ne bo treba dolgo sedeti. Njegovo ponudbo so zavrnili in Coddeja so najeli, da dokonča delo. Ker so moški tanjši od moških, upodobljenih na drugih, kasnejših, amsterdamskih schutterstukken, ki visijo blizu te slike, se je ta del kasneje prijel vzdevek suha druščina. Poleg praporščaka in sedečih mož so imena drugih častnikov danes neznana.

## Komentarji Van Gogha
Postimpresionističnega slikarja Vincenta van Gogha je navdihnila slika, ki jo je videl, ko je leta 1885 obiskal Nočno stražo v na novo odprtem muzeju Rijksmuseum. O njej je svojemu bratu Theu poslal navdušeno pismo:
Ne vem, ali se spomnite, da je levo od Nočne straže, torej kot pendant Sindikom, slika — do sedaj mi je bila neznana — Fransa Halsa in P. Coddeja, 20 oz. častniki v naravni velikosti. Ste opazili??? Samo zaradi te slike se potovanje v Amsterdam splača, še posebej za kolorista. V njem je figura, figura zastavonoše v skrajnem levem kotu, tik ob okvirju. Ta figura je v sivi barvi od vrha do pete, recimo ji biserno siva, — enega samega nevtralnega tona — verjetno pridobljenega z mešanico oranžne in modre, tako da se nevtralizirata — tako da spreminjamo to osnovno barvo samo po sebi — tako, da jo malo naredimo tu svetlejša, tam malo temnejša, vsa postava je kot pobarvana z eno in isto sivino. Toda usnjeni čevlji so drugačen material od pajkic, ki se razlikujejo od gub na hlačah, ki se razlikujejo od figure – izražajo različne materiale, zelo se razlikujejo po barvi drug od drugega, še vedno pa so vsi ena družina sivih – vendar počakajte ! V to sivo zdaj uvaja modro in oranžno - in nekaj bele. Lik ima satenaste trakove božansko nežno modre barve. Pas in zastava oranžna - bel ovratnik.
Oranžna, bela, modra, kot so bile takrat nacionalne barve. Oranžna in modra druga zraven druge, tisti najveličastnejši spekter — na podlagi sivine preudarno pomešane, prav z združevanjem prav teh dveh, naj ju imenujem poli elektrike (barvno sicer), tako da drug drugega zabrišeta, bela proti tisti sivi. Nadalje prikazano na tej sliki - drugi oranžni spektri proti drugačni modrini, nadalje najveličastnejši črnci proti najveličastnejšim belim - glave - približno dvajset - iskrivih od duha in življenja, in kako so narejene! in kakšne barve! odličen videz vseh teh tipov, v naravni velikosti. Toda ta oranžna, bela, modra figura v levem kotu — — … … redkokdaj sem videl bolj božansko lepo postavo — — to je nekaj čudovitega.

Delacroix bi ga oboževal - samo oboževal ga je do skrajnosti.

## Voetboogdoelen
Slika je prej visela skupaj z drugimi v stari Archerjevi sejni dvorani, imenovani Voetboogdoelen, ki je na Singelu. Tam je bila, dokler stavba ni bila porušena za izgradnjo knjižnice Univerze v Amsterdamu. Skupinske slike, ki so prej visele v tej dvorani, so bile od takrat prenesene v amsterdamski muzej, razen te in poznejše slike Bartholomeusa van der Helsta, ki sta obe trajno izposojeni Rijksmuseumu.
- Voetboogdoelen, naslikal Gerrit Lamberts ok. leta 1820
- Univerzitena knjižnica Koningsplein

## Vpliv na kasnejše amsterdamske skupinske portrete
'Meagre Company' trenutno visi nasproti njenega naslednika, naslednjega skupinskega portreta milice, naslikane v Amsterdamu, Van der Helstove Družbe Roelofa Bickerja in poročnika Jana Michielsza Blaeuwa, dokončane leta 1639. Ti sliki sta obešeni blizu Rembrandtove Nočne straže, ki je bila dokončana dobro desetletje po Halsovem naročilu, leta 1642. Ležerni opazovalci skozi stoletja so opazili, kako zelo so se častniki v tem času zredili, po čemer je dobila vzdevek Meager Company (Suha druščina). Zdi se, da je vzdevek Meagre company prvi uporabil umetnostni zgodovinar iz 18. stoletja Jan van Dijk v delu Kunst en Historie Kundige beschrijving en opmerkingen over alle de schilderijen op het stadhuis, str. 30, št. 20.
Van der Helst je bil sam sin gostilničarja v Haarlemu in je tako kot Hals leta 1632 izkoristil novo storitev prevoza trekschuit med Haarlemom in Amsterdamom po Haarlemmertrekvaart. Medtem ko je Hals opustil amsterdamsko naročilo, da bi se osredotočil na svoj naslednji skupinski portret v Haarlemu, Častniki čete milice sv. Jurija leta 1639, se zdi, da je Van der Helst sprejel Amsterdam in se pri mladih 23 letih leta 1636 tam celo poročil, leta, ko je Halsa zamenjal Codde. Van der Helst je bil verjetno učenec Coddeja ali Halsa, a je o njegovem usposabljanju zelo malo dokumentirano. V svoji skupini iz leta 1639 je nanj očitno vplival Hals, saj je dodal oblikovalske ideje iz podjetja Meager Company in Halsove kasnejše skupine iz Haarlema iz leta 1639.
Če je v Amsterdamu potekalo tekmovanje za pridobitev naročil skupinskih portretov milice, je bil Van der Helst očitno naklonjen Coddeju. Codde nikoli ni dobil drugega naročila skupinskega portreta milice, čeprav je postal uspešen slikar, ki si je lahko privoščil hišo na Keizersgrachtu. Van der Helst pa je na drugi strani naslikal več naročil za skupinske portrete milice in skupinske portrete za druge amsterdamske občinske organizacije.